# Hotbot
Hotbot fue uno de los primeros buscadores de Internet que fue lanzado en mayo de 1996 como un servicio de la revista Wired. Fue lanzado como una estrategia de marketing para atraer nuevos enlaces. En esta publicidad, incluyeron que poseían una base de datos más actualizada que sus competidores, además de ofrecer servicio gratuito de hospedaje de páginas web, encontrándose disponible por un período muy corto de tiempo, hasta que fue cancelado sin que se informara a los usuarios. A partir de 1998 y tras ser comprado por Lycos, Hotbot redujo sus funciones. Actualmente, el sitio web es una simple portada para los resultados derivados de otros buscadores de Internet, como lyGo.com, Yahoo! y MSN Live Search.
Este buscador fue uno de los primeros que permitió refinar la búsqueda sobre los resultados de una búsqueda previa.